# Szkeleton a 2018. évi téli olimpiai játékokon
A 2018. évi téli olimpiai játékokon a szkeleton versenyszámait az Alpensia csúszóközpontban, Phjongcshang (Pyeongchang)ban rendezték meg február 15. és 17. között.
A férfiaknak és a nőknek is egy–egy versenyszámot rendeztek.

## Naptár
Az időpontok helyi idő szerint (UTC+9) és magyar idő szerint (UTC+1) is olvashatóak. A döntők kiemelt háttérrel vannak jelölve.
| Dátum       | Helyi idő   | Magyar idő  | Versenyszám             |
| ----------- | ----------- | ----------- | ----------------------- |
| február 15. | 10:00-12:25 | 2:00-4:25   | férfi egyes, 1–2. futam |
| február 16. | 9:30-11:55  | 1:30–3:55   | férfi egyes, 3–4. futam |
| február 16. | 20:20-22:10 | 12:20-14:10 | női egyes, 1–2. futam   |
| február 17. | 20:20-22:25 | 12:20-14:25 | női egyes, 3–4. futam   |

## Éremtáblázat
(Az egyes számoszlopok legmagasabb értéke, vagy értékei vastagítással kiemelve.)
| A 2018. évi téli olimpiai játékok éremtáblázata szkeletonban | A 2018. évi téli olimpiai játékok éremtáblázata szkeletonban | A 2018. évi téli olimpiai játékok éremtáblázata szkeletonban | A 2018. évi téli olimpiai játékok éremtáblázata szkeletonban | A 2018. évi téli olimpiai játékok éremtáblázata szkeletonban | Olimpia  |
| ------------------------------------------------------------ | ------------------------------------------------------------ | ------------------------------------------------------------ | ------------------------------------------------------------ | ------------------------------------------------------------ | -------- |
|                                                              | Ország                                                       | Arany                                                        | Ezüst                                                        | Bronz                                                        | Összesen |
| 1.                                                           | Nagy-Britannia (GBR)                                         | 1                                                            | 0                                                            | 2                                                            | 3        |
| 2.                                                           | Dél-Korea (KOR)                                              | 1                                                            | 0                                                            | 0                                                            | 1        |
|                                                              |                                                              |                                                              |                                                              |                                                              |          |
| 3.                                                           | Németország (GER)                                            | 0                                                            | 1                                                            | 0                                                            | 1        |
| 3.                                                           | Olimpikonok Oroszországból (OAR)                             | 0                                                            | 1                                                            | 0                                                            | 1        |
|                                                              |                                                              |                                                              |                                                              |                                                              |          |
| Összesen                                                     | Összesen                                                     | 2                                                            | 2                                                            | 2                                                            | 6        |

## Érmesek
| A 2018. évi téli olimpiai játékok érmesei szkeletonban |                                               |         |                                                     |         |                                        |         |
| Versenyszám                                            | Arany                                         | Arany   | Ezüst                                               | Ezüst   | Bronz                                  | Bronz   |
| Férfi                                                  | Jun Szongbin (Yun Sung-bin) · Dél-Korea (KOR) | 3:20,55 | Nyikita Tregubov · Olimpikonok Oroszországból (OAR) | 3:22,18 | Dominic Parsons · Nagy-Britannia (GBR) | 3:22,20 |
| Női                                                    | Elizabeth Yarnold · Nagy-Britannia (GBR)      | 3:27,28 | Jacqueline Lölling · Németország (GER)              | 3:27,73 | Laura Deas · Nagy-Britannia (GBR)      | 3:27,90 |